# 阌乡站
阌乡站是一个陇海线上的铁路车站，位于河南省三门峡市灵宝市阳平镇，建于1931年，目前为四等站，邮政编码为472542。目前客运：办理旅客乘降；行李、包裹托运；货运：办理整车货物发到。